# ЛуАЗ-967
Транспортер переднього краю «ТПК», цивільне маркування ЛуАЗ-967 — повнопривідний автомобіль-амфібія, особливо малої вантажопідйомності.

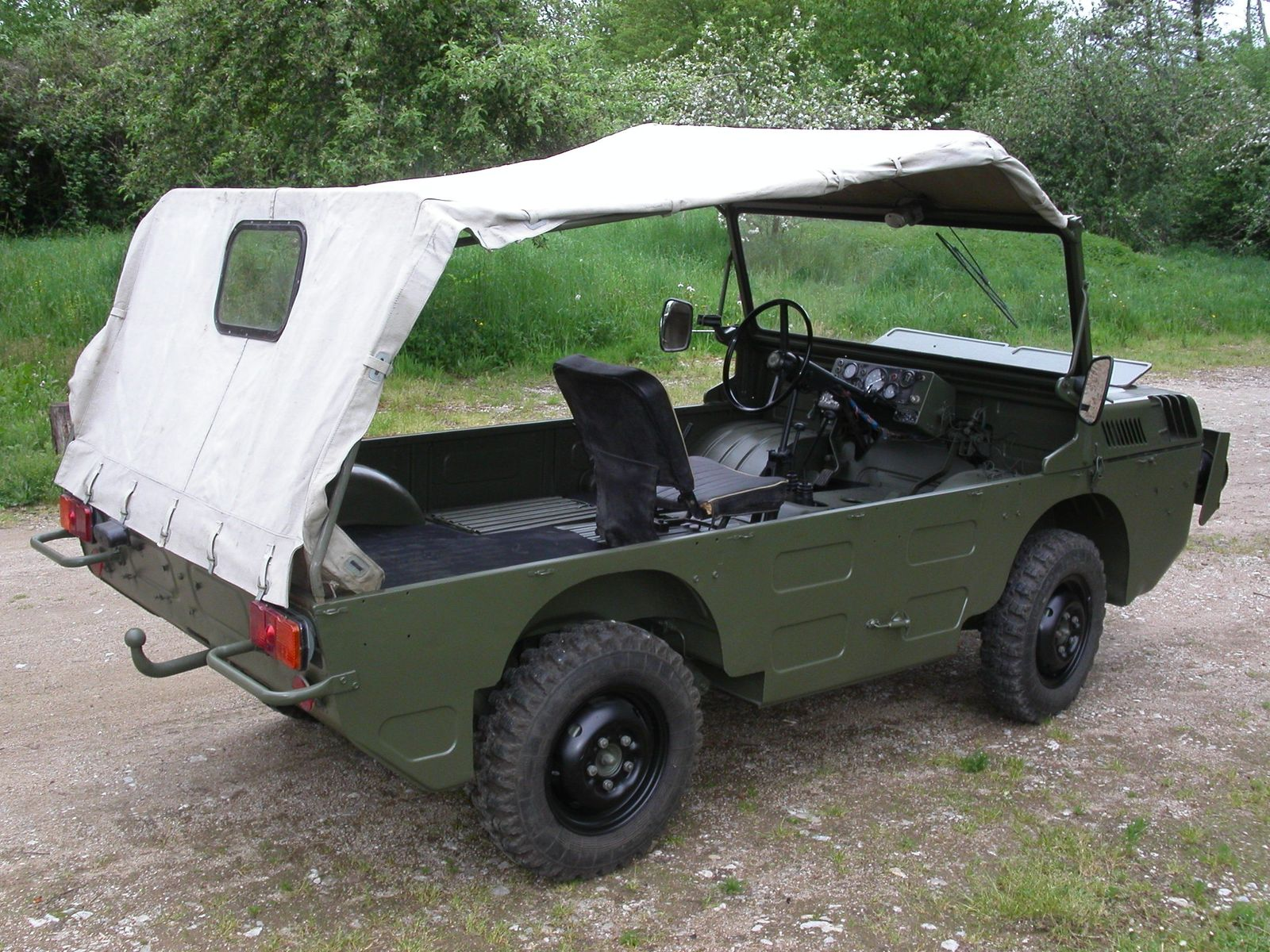

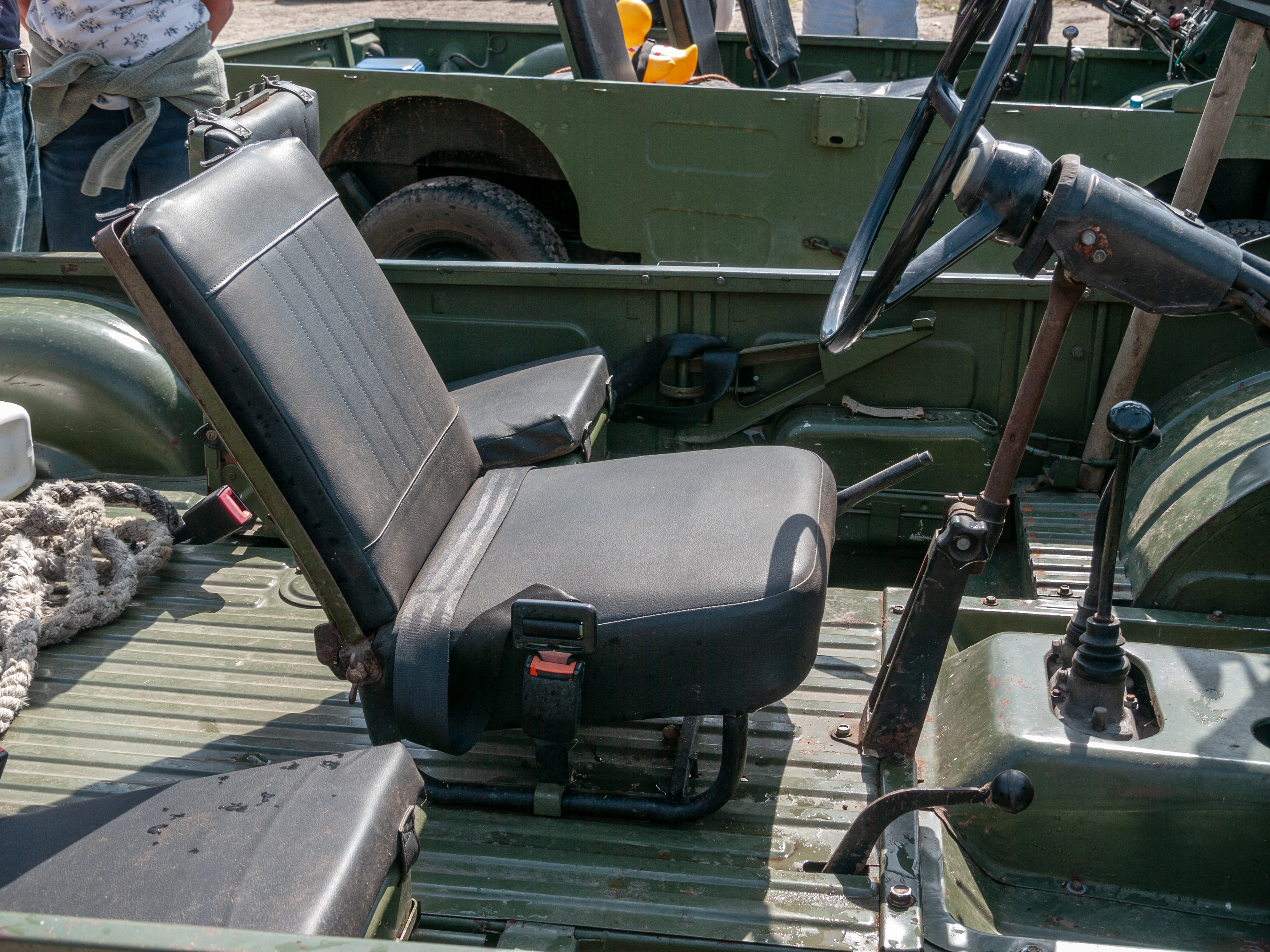

Був створений на замовлення ВДВ для евакуації поранених, підвозу боєприпасів і військово-технічного майна, буксирування, а також установки окремих видів озброєння.
Серійно вироблявся з 1975 по 1989 рік на Луцькому автомобільному заводі.
На базі ТПК були створені цивільні автомобілі підвищеної прохідності ЛуАЗ-969, ЛуАЗ-969М, ЛуАЗ-1302 і їх модифікації.
Транспортер, що відрізняється дуже малими габаритами, має водонепроникний корпус, в передній частині якого розташований двигун МеМЗ-967 потужністю 30 к.с. Характерною особливістю автомобіля є відкидна рульова колонка, змонтована, як і сидіння водія, по центру машини. Така конструкція рульової колонки дозволяє водієві при необхідності керувати автомобілем в напівлежачому положенні.

## Модифікації
- ЛуАЗ-967А - від базової моделі відрізнявся рядом удосконалень і новим двигуном МеМЗ-967А більшої потужності.
- ЛуАЗ-967М - удосконалений варіант модифікації ЛуАЗ-967А з тим же двигуном і його модифікаціями, відрізнявся від попередньої моделі електроустаткуванням, уніфікованим з автомобілями УАЗ, гідравлікою, уніфікованою з автомобілями Москвич. Роки випуску: 1975-1988. Після створення виробничого об'єднання «АвтоЗАЗ», до складу якого деякий час входив Луцький автозавод, цивільний варіант випускався також під маркою ЗАЗ-967М. У військовиків ця модифікація була призначена для евакуації поранених (санітарний транспорт).
- ЛуАЗ-967 ГЕОЛОГ - спеціалізована 6-колісна версія.[2]